# Vieux Fort (Saint Lucia)
Vieux Fort, miasto w Saint Lucia; 4600 mieszkańców (2006). drugie co do wielkości miasto kraju. Miasto jest stolicą dystryktu Vieux Fort.